# Sistema di guida
Un sistema di guida è un dispositivo (o un insieme di dispositivi) automatico utilizzati per la navigazione di una nave, di un aereo, di un missile, di un satellite, o di altri mezzi. Solitamente, si tratta di un sistema che naviga senza il supporto continuativo di assistenza umana. I sistemi che necessitano d'interazione umana, sono invece detti sistemi di navigazione. 
Uno dei primi esempi effettivi di sistema di guida è stato quello utilizzato nelle bombe volanti V-1 tedesche, nel corso della seconda guerra mondiale. Tale sistema consisteva in un semplice giroscopio per mantenere la direzione, un sensore di velocità per valutare il tempo di volo, un altimetro per mantenere l'altitudine e di altri sistemi ridondanti.
Un sistema di guida può essere suddiviso in tre sezioni principali: "ingresso", "elaborazione" e "uscita". La sezione di ingresso include i sensori, la rotta, i collegamenti a dati (via radio o via satellite), e altre sorgenti d'informazione. La sezione di elaborazione, formata da una o più unità di elaborazione, integra tali dati e determina quali azioni, se occorrono, siano necessarie per mantenere o per raggiungere una data rotta o puntamento. La risposta è poi inviata alla sezione di uscita che a sua volta va a controllare la velocità, interagendo con dispositivi propri del mezzo, come le turbine, le pompe del carburante, gli ipersostentatori o i timoni del mezzo da guidare.